# Цзинь (фамилия)
Цзинь — три китайские фамилии^

Иероглифы Цзинь

- кит. 金, пиньинь jīn —  золото, династия Цзинь (1115—1234), 167 ключ Канси.  Корейское произношение фамилии — Ким
- кит. трад. 晉, упр. 晋, пиньинь jìn  —  династии Цзинь (265—420 и 936—947 годов)
- кит. 靳, пиньинь jìn —  словарное значение иероглифа "стыдить".

## Известные Цзинь
- Цзинь Боян (金博洋; род. 1997) — китайский фигурист-одиночник.
- Цзинь Ван (род. 1960) — китайский дирижёр и композитор.
- Цзинь Вэйин (金维映) — вторая жена Дэн Сяопина.
- Цзинь Син (金星; род. 1967) — современная танцовщица и хореограф, уроженка Шэньяна.
- Цзинь Сянцзюнь (род. 1964) — китайский государственный и политический деятель, губернатор провинции Шаньси с 30 декабря 2022 года.
- Цзинь Тай-цзу (1068—1123) — основатель династии Цзинь (1115—1234).
- Цзинь Хоусе (晉侯燮) — второй правитель царства Цзинь в эпоху Чуньцю по имени Цзи Се. Занял трон после своего отца Тан Шу-юя. Переименовал пожалованные отцу земли из Тан в Цзинь. После смерти Хоу-се престол наследовал его сын У-хоу. Считается, что названию царства дала река Цзиньшуй, протекавшая в той местности.
- Цзинь Цзывэй (род. 1985) — китайская гребчиха.
- Цзинь Чжуанлун (род. 1964) — китайский бизнесмен и политический деятель, министр промышленности и информатизации КНР со 2 сентября 2022 года.
- Цзинь Шанъи (靳尚谊; род. 1934) — современный художник, уроженец города Цзяоцзо провинции Хэнань, Председатель Правления Ассоциации Китайских Художников. Ученик советского художника Максимова К. М..
- Цзинь Шужэнь (金樹仁; 1879—1941) — губернатор провинции Синьцзян.
- Цзинь Шэнтань (金圣叹; 1608—1661) — писатель и литературный критик, уроженец города Сучжоу провинции Цзянсу. Один из первых начал письменное применение разговорного языка в китайской литературе.
- Цзинь Ян (金揚; род. 1994) — китайский фигурист, выступающий в парном катание c Юй Сяоюй.
- Цзинь Янъян (金洋洋; род. 1993) — китайский футболист, центральный защитник клуба «Хэбэй Чайна Фортун».

## См.также
- Сто фамилий